# لاريسا فيربيتسكايا
لاريسا فيكتوروفنا فيربيتسكايا (بالروسية: Лари́са Ви́кторовна Вроби́цкая؛ من مواليد 30 نوفمبر 1959، فيودوسيا، منطقة القرم، جمهورية أوكرانيا الاشتراكية السوفيتية) مذيعة ومقدمة برامج تلفزيونية سوفيتية وروسية. في الماضي كانت مقدمة البرنامج التلفزيوني الشهير صباح الخير (1987 - 2014).
المتحدث الروسي في مسابقة الأغنية الأوروبية 2001 ومسابقة الرقص الأوروبية 2008.

## الحياة و الوظيفة
ولدت في 30 نوفمبر 1959 في فيودوسيا في منطقة القرم. كان الأب رجلاً عسكريًا ونقل إلى كيشيناو. توفي الأب في التسعينيات. عملت الأم، إيلينا شيرباتيوك، كممرضة عمليات كبيرة. نشأت الأم في دار للأيتام، في عام 1946 توفي والداها من الجوع، وكان هناك سبعة أطفال في الأسرة.
درست في مدرسة اللغة الإنجليزية في كيشيناو، في دورة اللغة الإنجليزية. أراد والداها أن تدرس في معهد العلاقات الدولية. مارست الألعاب الرياضية: الألعاب البهلوانية، والسباحة، والغوص، ثم سباقات المضمار والميدان.
بعد المدرسة الثانوية، تخرجت من قسم اللغة الروسية وآدابها في جامعة إيون كرينجا التربوية الحكومية في كيشيناو.
منذ عام 1982 كانت مذيعًا في تلفزيون كيشيناو.
منذ عام 1986 كانت مذيعًا في التلفزيون السوفيتي المركزي

## الجوائز
فنان مستحق من الاتحاد الروسي (2004)
وسام الصداقة (2006)